# Heroes of Might and Magic V
Heroes of Might and Magic V (с англ. — «Герои Меча и Магии V») — пятая часть пошаговой стратегической компьютерной игры с ролевыми элементами из серии Heroes of Might and Magic. Разработана российской компанией Nival Interactive под руководством владельца серии — французской компании Ubisoft (которая также выступила в качестве издателя игры).
Первоначально выпуск игры был запланирован на первый квартал 2006 года. Однако после начала открытого в январе 2006 года бета-тестирования поклонники серии Heroes of Might and Magic выразили протест компании Ubisoft, выступая против преждевременного выхода игры, так как, по их мнению, исправить все проблемы в игре до конца марта 2006 года было невозможно. Идя навстречу поклонникам, Ubisoft отложила выход игры на второй квартал 2006 года. В результате английская версия игры вышла 16 мая, русская — 19 мая того же года.
На конец 2007 года в России, странах СНГ и Балтии продано более 1 млн копий проекта, включая продажи дополнений Heroes of Might and Magic V: Hammers of Fate, Heroes of Might and Magic V: Tribes of the East и специальные издания. Мировые продажи игры превысили 2 млн копий, а Nival Interactive заработала на проекте около 10 млн долларов.
В игре в основном повторяется классический геймплей третьей части, но уже в полностью трёхмерном мире. Ряд идей был заимствован и из Heroes IV, в частности система навыков и умений.

## Игровой процесс
Основу игрового процесса составляет управление героями — игровыми персонажами, которые исследуют глобальную карту приключений, ведут армии существ в бой, применяют магию, а также собирают ресурсы и артефакты. Глобально основное действие может быть разделено на несколько важнейших аспектов: перемещение героев по карте, сражения и управление городами. Все этапы являются пошаговыми — на глобальной карте ходы называются днями (и объединяются в недели и месяца в рамках партии), в сражениях у каждой боевой единицы свой ход, включая героев.

### Города
Как и в других играх серии, в Heroes of Might and Magic V существуют города (замки), которые в первую очередь являются базами для найма войск и героев.
Каждому типу замка также соответствует набор существ, которые разделены на уровни с первого по седьмой в зависимости от их силы и количества ресурсов, нужных для привлечения существ в армию. Количество ячеек под разные отряды существ в армии каждого героя тоже равняется семи. Также в городах можно нанимать и героев в специальном здании — таверне, однако герои в таверне не привязаны к конкретному типу замка и могут быть наняты и в чужих городах. Героям не запрещено набирать в армию существ разных фракций, но индивидуальные навыки разных типов существ и расовые особенности предполагают, что наиболее эффективно использовать героя с армией соответствующей ему фракции, а смешанные войска получают, в том числе, штрафы к боевому духу.
В городах можно строить здания; строительство происходит мгновенно, на него расходуются ресурсы, кроме того, можно строить не больше одного здания в день. Здания можно разделить на несколько основных типов:
- Главное экономическое здание города (в порядке улучшения: дом старейшин, ратуша, магистрат, капитолий) приносит ежедневный доход золотом. У одного игрока может быть не более одного капитолия, при захвате вражеской столицы (города с капитолием) он понижается в уровне до магистрата. Здание этого типа всегда присутствует в любом городе, с его помощью приобретаются другие постройки.
- Оборонительное сооружение (форт, цитадель, замок) возводит стены и ров вокруг города и башни для дальнобойных отрядов, которые защищают город при осаде. Также цитадель и замок увеличивают общий недельный прирост всех существ.
- Жилища существ позволяют нанимать определённый тип существ каждое. Количество существ в здании пополняется в начале каждой недели. В каждом городе может быть семь доступных зданий существ, по одному на уровень. Каждое это здание может быть улучшено, что открывает доступ к найму улучшенных версий существ. Кроме того, в каждом городе могут быть дополнительные здания, при постройке которых увеличивается недельный прирост существ одного из уровней.
- Рынок позволяет обменивать ресурсы. Усовершенствованием рынка является склад, приносящий каждодневно небольшое количество определённого ресурса, тип которого закреплён за фракцией.
- Кузница позволяет приобретать боевые машины (баллисту, палатку скорой помощи и тележку с боеприпасами). Кроме них существует четвёртая боевая машина — катапульта, однако в отличие от трёх приобретаемых в кузнице она используется только во время осады городов, не может быть куплена, присутствует у каждого героя по умолчанию, а также восстанавливается при уничтожении во время боя, тогда как машины из кузницы после разрушения на поле боя необходимо покупать заново.
- Верфь позволяет приобретать корабли для путешествия по воде. Может быть построена только в городах, находящихся на берегу.
- Гильдия магов позволяет изучать заклинания. Имеет пять уровней улучшений, на каждом из которых открываются новые заклинания соответствующего уровня.
- Уникальное сооружение фракции отличается в каждом из типов городов. Для условно «добрых» городов эти сооружения используются для реализации расовых навыков героев фракции, для условно «злых» — для уничтожения существ или артефактов в обмен на выгоду.
- Здание Слезы Асхи может быть построено только при принесении в город особого артефакта, аналога Грааля из предыдущих частей. Даёт крупный доход и уникальный бонус, зависящий от фракции.

В игре присутствует понятие «уровень города»: каждая новое строительство или улучшение постройки увеличивает уровень на единицу. Для строительства большинства зданий уровень города должен составлять определённое значение, например, гильдия магов в большинстве городов требует уровень города, равный 3, а капитолий — 15. Некоторые постройки могут быть возведены, только если существуют «предшествующие» им сооружения. В отдельных сценариях, в том числе в кампании, некоторые здания в определённых городах могут быть запрещены к постройке условиями миссии.

### Герои и сражения
Вне городов игрок может управлять только своими героями. Каждый герой обладает определённым количеством пунктов движения, соответствующим расстоянию пути в пределах одного дня. После того как игрок завершает свой день, ход переходит к его оппонентам, другим людям или же управляемым искусственным интеллектом.
Передвигаясь по карте, герой может захватывать здания, добывающие ресурсы (доход от них приходит каждый день), жилища существ (раз в неделю там можно нанять существ; владение таким зданием увеличивает еженедельный прирост таких же существ в городах игрока, если у него есть города соответствующего типа), собирать ресурсы и артефакты, посещать особые здания, влияющие на параметры и характеристики героев. Все клетки делятся на сухопутные, по которым может перемещаться любой герой, и морские, для передвижения по которым требуется корабль.
Также герой может вступать в бой с вражескими героями, гарнизонами, защитниками городов или же группами существ, не принадлежащих никому из игроков. Бои проходят на прямоугольном поле, разбитом на квадратные клетки. Очерёдность и частота ходов существ определяется параметром их инициативы.
В свой ход существо может передвинуться на определённое количество клеток, атаковать другое существо, использовать уникальную способность (если таковая имеется), пропустить ход или укрепиться — остаться на месте, увеличив свою защиту. При атаке существа урон, получаемый целью, определяется исходя из величины базового урона существа, показателя нападения существа и его владельца, а также показателей защиты цели и её владельца.
Герой участвует в сражении активнее, чем в Heroes of Might and Magic III, но не так непосредственно, как в HoMM IV. У героя есть собственный ход, как и у всех существ в его армии, он может не только применять заклинания, но и напрямую атаковать противников (причём дальность действия его атак не ограничена расстоянием до существа, он может нанести урон любому существу на карте). Погибнуть на поле боя герой не может, но, если вся его армия будет уничтожена, он исчезает и становится доступным для найма в таверне (если она имелась ранее). Как и в третьей части, герой не может существовать без армии. За победу в сражении герой получает опыт, при достижении определённых границ величины опыта, герой переходит на новый уровень. До завершения сражения герой может сбежать, потеряв всю свою армию, или сдаться, если в сражении участвует вражеский герой — в этом случае необходимо будет заплатить выкуп за право сохранить армию, размер зависит от количества войск. Через некоторое время после побега или капитуляции герой будет вновь доступен для найма в тавернах, при успешной капитуляции — с оставшимися войсками, при побеге — с одним существом первого уровня своей фракции, но в любом случае навыки, умения и артефакты останутся при герое.
У каждого героя есть четыре основных характеристики («силовые» нападение и защита и магические колдовство и знание), которые повышаются по мере роста уровня героя. Нападение и защита увеличивают соответствующие характеристики существ в войске героя. От величины колдовства героя зависит сила или длительность накладываемых им заклинаний, от величины знания зависит максимальный запас маны героя и базовая скорость её восстановления.
Кроме того, каждый герой может обладать несколькими навыками (англ. skills). Навыки имеют по три уровня, каждый из которых открывает доступ к получению умений (англ. abilities), по одному на уровень (выбираться могут в произвольном порядке). Также существуют уникальные умения, доступные для изучения только героям определённого класса. Всего в игре 12 навыков, не считая расовых, но герой может иметь не более 6, одним из которых всегда является уникальный для данного класса героя (расовый). Расовый навык может иметь четвёртый уровень, но для его получения необходим специальный артефакт. Кроме того у расового навыка может быть и четвёртое умение, для получения которого требуется узкоспециализированный вариант развития героя. Каждый встречающийся в игре герой обладает личным именем, биографическим описанием и уникальным умением. С каждым повышением уровня героя повышается одна из четырёх основных характеристик, а также даётся выбор изучить новое умение, изучить новый навык или повысить уровень имеющегося навыка.
Как и в предыдущих играх серии, заклинания применяются, в основном, героем, и на использование магии он тратит ману. Все заклинания разделены на 5 уровней (кругов) по числу уровней в гильдиях магов в городах.
Заклинания разделены на четыре школы, при этом для изучения заклинаний определённой школы выше третьего круга нужно изучать соответствующий навык этой школы магии. Герой изучает новые доступные заклинания при посещении города с гильдией магов, где к ним предоставляется доступ. К школам относятся:
- Магия Света — заклинания-благословения, дающие преимущества существам героя, а также некоторые заклинания наносящие урон вражеским существам и восстанавливающие здоровье и численность собственных существ.
- Магия Тьмы — заклинания-проклятия, ослабляющие существ противника, а также некоторые заклинания, полезные для демонов и нежити.
- Магия Хаоса — заклинания, наносящие прямой урон с помощью одной из четырёх стихий (воды, воздуха, огня и земли).
- Магия Призыва — заклинания, призывающие на поле боя существа или объекты.

Кроме боевых заклинаний существуют походные заклинания, вызываемые героем на глобальной карте. Для их изучения герою не требуются какие-либо особые навыки, только определённый уровень развития. Эти заклинания позволяют вызывать корабль у берега моря, призывать существ из гарнизона ближайшего города, а также перемещаться по карте.
Также герой может носить с собой некоторое количество артефактов, которые оказывают влияние на его характеристики и навыки или предоставляют другие бонусы. Артефакты условно делятся по типу одежды — так герой может одновременно носить только один шлем, один доспех, но два разных кольца. Кроме ограниченного количества используемых артефактов в инвентаре у героя позволяется иметь неограниченное количество неиспользуемых артефактов.

### Фракции
Все герои и большинство существ Heroes V принадлежат к одной из шести фракций (каждое из дополнений добавляет ещё по одной, итого 8), представляющих основные расы в мире Асхана. Кроме этого есть ряд нейтральных существ, не принадлежащих ни к одной фракции. Фракции условно делятся на три «добрых» (Академия Волшебства, Лесной Союз и Орден Порядка) и три «злых» (Инферно, Лига Теней и Некрополис), а также на боевые (при развитии в приоритете характеристики нападения и защиты) и магические (в приоритете колдовство и знание). В отличие от двух предыдущих игр серии, теперь каждому городу соответствует один класс героя.
- Орден Порядка — город людей, грифонов и ангелов. Герой — рыцарь, боевого типа, его уникальная особенность позволяет «тренировать» юнитов-людей, с помощью которой можно превратить существо 1-го уровня в существо 2-го и так далее до 6-го (исключая 4-й уровень, который представляют грифоны; таким образом, юниты 3-го уровня превращаются в юнитов 5-го).
- Академия Волшебства — город магов[англ.], гремлинов, гаргулий, големов, джиннов, ракшасов и гигантов. Герой — маг, магического типа, его уникальная особенность позволяет изготавливать мини-артефакты для существ в собственной армии, чтобы влиять на их характеристики.
- Лесной Союз — город лесных эльфов, фей, единорогов, энтов и драконов. Герой — рейнджер, боевого типа, его уникальная особенность позволяет выбирать «заклятых врагов», типы существ, по которым войска героя наносят больше урона.
- Инферно — город различных демонов. Герой — повелитель демонов, боевого типа, его уникальная способность позволяет открывать врата ада, через которые существа во время сражения могут прибывать временные подкрепления; эти подкрепления исчезают из армии по окончании сражения и потери в них не влияют на численность армии.
- Некрополис — город нежити. Герой — некромант, магического типа, его уникальная способность позволяет поднимать убитых врагов после выигранного сражения к себе в армию в виде нежити[комм 3].
- Лига Теней — город тёмных эльфов, минотавров, гидр и драконов. Герой — чернокнижник, магического типа, его уникальная способность позволяет видеть текущую стихию, соответствующую существу на поле боя, чтобы наносить больше урона заклинаниями магии хаоса противоположной стихии (пары «земля — воздух» и «вода — огонь»).

## Сюжет

### Вселенная Heroes V
Несмотря на то, что геймплей пятой части продолжает традиции третьей и отчасти четвёртой, действие игры происходит в совершенно новой вселенной; ни один герой не перешёл в HoMM V из предыдущих игр серии. Игровой мир называется Асхан (англ. Ashan). Согласно легенде, он сотворён Асхой — Драконом Порядка или Первым Драконом (известно, что Асха многолика — разные народы Асхана по-разному представляют её обличье; так, некроманты поклоняются ей как Богине-Пауку). Асхой также были порождены стихийные драконы: Эльрат (Дракон Света, ему поклоняются в Империи Грифона), Маласса (Дракон Тьмы, покровительница безликих и тёмных эльфов), Илат (Дракон Воздуха, ему поклоняются в свободных городах Востока), Силанна (Дракон Земли, ей соответствует раса лесных эльфов), Аркат (Дракон Огня, которому поклоняются гномы) и Шаласса (Дракон Воды, ей поклоняются наги). Кроме того, существует Дракон Хаоса Ургаш, брат Асхи, который противостоит ей и стремится уничтожить всё, что ей было создано; Ургашем были сотворены демоны и, поскольку Ургаш противостоит остальным драконам, в сюжете игры фракция Инферно обычно является общим врагом для остальных фракций. Наконец, Седьмым Драконом считается человек Сар-Илам, положивший начало государству магов (которому соответствует фракция Академия Волшебства).

### Предыстория
Согласно игровой истории, Ургаш в давние времена потерпел поражение в битве с Асхой и был заточен в ядре планеты, а истощившая свои силы Асха слилась с луной. Демонические силы во главе со своим Властелином Кха-Белехом были также заточены в адский мир-тюрьму, называемый Шио. Лишь когда происходило полное лунное затмение, демоны могли выбираться оттуда (за исключением, однако, самого Властелина). Но на этот случай был составлен календарь затмений, предупреждающий очередную вылазку Шио, и создан артефакт Сердце Грифона, моментально сражающий любых демонов и отправляющий их обратно в Шио.
Сюжет игры начинается спустя 20 лет с момента последней битвы с демонами. Король Империи Грифона Николас собирается обручиться с леди Изабель. Но в день их свадьбы наступает новое лунное затмение, не предсказанное ни одним провидцем или календарём, и прямо на церемонию врываются дьяволы из Шио. Сразив их, король Николас понимает, что началось масштабное вторжение демонов в Империю Грифона, и поэтому вынужден готовиться к войне. Его невесту Изабель укрывают в летнем дворце в сопровождении родного дяди Николаса — прославленного рыцаря Годрика.

### Кампании
Сюжетная часть одиночной игры разбита на шесть кампаний по числу фракций, каждая из кампаний состоит из пяти миссий. События внутри кампаний излагаются в хронологическом порядке, но показываемые в разных кампаниях события могут пересекаться по времени. В рамках каждой кампании игрок управляет одним главным героем, при этом порог для развития героя в каждой миссии ограничен, изученные навыки и умения переходят в последующие миссии, а найденные артефакты и собранные армии — нет.

#### Королева
Поскольку в игре отсутствует отдельное обучение, его роль исполняет первая кампания — она отличается невысокой сложностью и вносит элементы геймплея постепенно.
После прерванной свадьбы король Николас отправляет Изабель в тыл, намереваясь сражаться с вторгшимися демонами без союзников. Однако Изабель считает его намерения неверными и поручает своим спутникам заручиться помощью лесных эльфов, к которым отправляется аббатиса Беатрис, и магов Серебряных Городов, к которым следует рыцарь Годрик, дядя Николаса. Сама же Изабель собирает ополчение и подавляет восстание в одном из городов на своём пути. Со временем её войско всё чаще сталкивается с небольшими группами демонов и даже встречает вражеского героя. К Изабель возвращается Беатрис и сообщает, что эльф Файдаэн готов помочь им в войне с демонами, и ведёт её на встречу на границе Империи Грифона с Иролланом. Однако встреча оказывается ловушкой, на самом деле в облике Беатрис всё это время выступала суккуба Биара, а вместо Файдаэна Изабель встречает повелитель демонов Аграил, который пленит её. При этом Аграил заявляет, что не хочет навредить Изабель и лишь подчиняется приказам, но та отказывается с ним общаться и попадает в заточение. В Империю возвращается Годрик, не сумевший привлечь на свою сторону правителя магов Сайруса, и, узнав о захвате Изабель, штурмует замок Данмур, в котором она заточена, и вызволяет её. Данмур приходится оборонять от всё прибывающих демонов под началом Аграила, и Годрик отправляется за помощью к самому Николасу, однако когда тот прибывает в окрестности, Аграил нападает на него. В бою Николас пытается использовать артефакт Сердце Грифона, уничтожающий демонов, однако на Аграила он не действует, и тот убивает короля. Изабель и Годрик успевают застать умирающего короля, который в последнем слове провозглашает наследницей свою возлюбленную.

#### Поклоняющийся
После убийства Николаса Аграил вынужден бежать от преследующих его армий рыцарей под командованием Годрика. Покинув пределы Империи Грифона, он подвергается нападению военачальника демонов Эразиала и узнаёт, что Кха-Белех, правитель страны демонов Шио, обвинил Аграила в предательстве и назначил награду за его голову. Биара требует от него объяснений, и Аграил делится с ней намерением свергнуть Кха-Белеха, и она поддерживает его в этом стремлении. Аграил решает похитить Сердце Грифона и для этого отправляется в мавзолей, в котором похоронен король Николас. Разделавшись с охраной, он подвергается атаке другого демона — Вайера, которого Кха-Белех также отправил похитить Сердце Грифона. Во время схватки Аграил хватает Сердце Грифона, и с его помощью испепеляет Вайера. После этого перед Аграилом появляется дух друида Тиеру, который заявляет, что понимает, почему на него не действует сила магического камня, а также зовёт его встретиться лично на удалённом острове, где Тиеру расскажет Аграилу о плане Кха-Белеха о Тёмном Мессии. Чтобы попасть на остров, Аграил должен пройти по землям эльфийского государства Ироллан, но, не удостоившись доверия от эльфов, вынужден прорываться с боем и захватить порт для постройки корабля. Совершив путешествие по туманному архипелагу, Аграил встречается с Тиеру, который при попытке разобраться в мотивах Аграила, узнаёт о его влюблённости в Изабель, и призывает спасти Асхан от пришествия Тёмного Мессии — сына Кха-Белеха, которого ему может родить только Изабель, отмеченная им при рождении особым знаком. Тиеру совершает над Аграилом обряд очищения от демонической природы, однако во время ритуала появляется Биара, которая желает похитить Сердце Грифона. Аграил использует артефакт, чтобы сжечь её, однако Тиеру раскрывает ему секрет, что Сердце Грифона не убивает демонов, а только изгоняет их обратно в Шио.

#### Некромант
Некромант Маркел, бывший высокопоставленный вельможа Империи Грифона, узнаёт о смерти Николаса и отправляется на встречу с Изабель, которую не все готовы признать королевой. Он предлагает ей вернуть к жизни короля, чтобы спасти страну от гражданской войны. Несмотря на возражения Годрика, который лично изгонял и ненавидел Маркела, королева соглашается принять его план, однако для осуществления ритуала Маркелу требуется четыре артефакта некромантов, которые находятся у магов Серебряных Городов. Изабель соглашается вступить с магами в войну, памятуя их недавний отказ сражаться против демонов. В сражение за обладание первым артефактом — Амулетом Некроманта — вместе с Маркелом отправляется Годрик, который по итогу оставляет Амулет у себя. За тремя оставшимися артефактами вместе с Маркелом в Серебряные Города отправляется Изабель. Маркел захватывает города магов и обращает их в некрополисы, уничтожает подкрепления эльфов из Ироллана, а также убивает правителя магов Сайруса. Вернувшись с артефактами, Маркел обнаруживает, что Годрик отказывается отдать ему Амулет, и захватывает его с боем. Он предлагает Изабель казнить рыцаря за предательство, но та отказывается, и Годрика заточают в тюрьму, а Маркел и Изабель отправляются к мавзолею Николаса, чтобы совершить обряд воскрешения.

#### Чернокнижник
Один из кланов тёмных эльфов, Заклеймённые Тенью, лишается своего вождя и организовывает соревнование, победитель которого должен возглавить клан. В турнире побеждает неожиданно появившийся тёмный эльф Раилаг — это имя возвращает себе Аграил после ритуала, совершённого Тиеру. Возглавив один клан, он решает объединить под своей властью всё государство Игг-Шайл. В ходе подчинения им других кланов к Раилагу присоединяется эльфийка Шадия, которая становится его правой рукой. После подчинения самого сильного из кланов Игг-Шайла — Суровые Сердца, чья сила была связана с их нерушимым альянсом с демонами, Раилаг и Шадия с помощью найденного артефакта — Огненного Зеркала — получают возможность увидеть разговор Кха-Белеха с Вайером, в котором властелин демонов приказывает Вайеру пленить Изабель по пути к захоронению Николаса. Раилаг и Шадия отправляются к границе Империи Грифона, где успевают перехватить Вайера в момент прибытия Изабель. Изабель благодарит Раилага за помощь, но несмотря на его слова отказывается последовать за ним и продолжает путь к захоронению Николаса, чтобы провести ритуал.

#### Рейнджер
Маркел и Изабель совершают ритуал, поднимающий Николаса из мёртвых, однако, когда к нему возвращается сознание, он оказывается этим возмущён, заявив, что его душа теперь проклята. Маркел подчиняет его волю себе, превращая Николаса в высшего вампира, а лишившуюся рассудка Изабель изолирует ото всех, забирая всю власть в свои руки.
По приказу Аларона, короля Ироллана, бывший посол в Империи Грифона Файдаэн охраняет рубежи страны от набегов некромантов. Однако, кроме них в земли эльфов вторгаются демоны под командованием Биары. Отбив её атаку, Файдаэн получает приказ от Аларона заручиться поддержкой изумрудных драконов, которые перестали служить эльфам двадцатью годами ранее — тогда Аларон в войне с Кха-Белехом не пришёл на помощь королю Алексу, отцу Николаса, и из-за этого драконы разочаровались в нём и его подданных. Файдаэн призывает драконов на помощь из захваченных демонами земель, но по возвращении застаёт столицу страны в осаде некромантов. После битвы он успевает поговорить с умирающим королём, который просит Файдаэна отправиться за советом к Тиеру, который может поведать ему о планах Кха-Белеха. Укрепив оборону столицы, Файдаэн отправляется на острова, где живёт Тиеру, но не успевает, и на его глазах Биара убивает друида, однако дух Тиеру рассказывает Файдаэну о проклятии, лежащем на Изабель, и о том, что для снятия этого проклятия он изготовил свиток со специальным заклинанием, но его похитила Биара. Файдаэн настигает Биару, и та отдаёт ему свиток в обмен на собственную жизнь, захватив Сердце Грифона. Но сам Файдаэн воспользоваться свитком не может, и для этого он обращается за помощью к Зехиру — сыну погибшего Сайруса. Но перед этим ему приходится избавить Ироллан от угрозы захвата нежитью, возглавляемой Николасом. Но разгромить его в сражении недостаточно — Николас снова восстанет из мёртвых. Тогда Файдаэн обращается за советом к пророку, который раскрывает секрет победы — Николаса надо убить при свете, а свет могут пролить фениксы (или же достаточно развеять ночь, истребив порождающих её призрачных драконов). 
Разобравшись с ночью тем или иным способом, эльф наконец побеждает Николаса и упокаивает его душу.

#### Маг
Юный маг Зехир, сын Сайруса, став после смерти отца главным архимагом, отвоёвывает у некромантов обращённые в некрополисы Серебряные города, пока войска некромантов заняты войной с Иролланом. После завоевания Мифограда к нему прибывает гонец от Файдаэна, который просит его совершить обряд очищения над Изабель. Пробираясь с боем через земли Империи Грифона, он освобождает из тюрьмы Годрика и объединяется с Файдаэном. Втроём герои окружают Маркела и убивают его, а Зехир сжигает его тело магией, лишая возможности вернуться к жизни с помощью некромантии. После этого они направляются к Когтю — столице Империи, где находится Изабель и верные ей войска. По пути к героям присоединяются Раилаг и Шадия, которые негласно защищали королеву от вторжения демонов. Объединённые силы магов, рыцарей, эльфов и тёмных эльфов берут Коготь штурмом и просят поверженную королеву пройти ритуал. Зехир начинает проводить обряд, однако оказывается, что под ликом Шадии всё это время скрывалась Биара, которая использует Сердце Грифона, чтобы быстро перенестись вместе с королевой в Шио. Прибыв в Шио, герои вновь сражаются с Биарой, а затем и с самим Кха-Белехом, который безуспешно пытается убедить Аграила предать союзников и забрать с собой Изабель, которая уже оказалась беременна Тёмным Мессией. Кха-Белех проигрывает бой, и Зехир переносит героев и Изабель в Серебряные Города. В финальном ролике Изабель с Годриком возвращаются в церковь, в которой было прервано её венчание с Николасом, и Изабель тихо говорит, что теперь здесь будут поклоняться новому богу, имея в виду демонов.

## Разработка
В 2003 году компания 3DO, издававшая предыдущие игры серии Might and Magic, обанкротилась; New World Computing, занимавшаяся разработкой игр серии и уже приступившая к разработке пятой части Heroes of Might and Magic, была закрыта. В августе 2003 года интеллектуальная собственность 3DO была распродана на аукционе; права на серию Might and Magic были куплены Ubisoft, ранее уже проявлявшей интерес к покупке студии New World Computing и серии Might and Magic.
Ubisoft решила отбросить не только наработки NWC для пятой части, но и всю созданную прежней командой вселенную Might and Magic целиком, перейдя на чистое фэнтези вместо смеси фэнтези и научной фантастики в сеттинге.
Уже в ноябре 2003 года, через три месяца после приобретения прав на франшизу продюсер Ubisoft Фабрис Камбуне (фр. Fabrice Cambounet) подтвердил разработку пятой части. Однако очень долгое время издатель не называл официально, кто именно был выбран разработчиком новой части. В феврале 2004 года стало известно, что Nival принимали участие в тендере на разработку, а Джон Ван Канегем, создатель серии Might and Magic, в интервью Computer Gaming World подтвердил, что игрой занимается некая российская студия, не сообщив её название. В течение 2004 года Nival не подтверждали своё участие в работе над игрой.
Ubisoft объявила тендер на роль компании-разработчика собственной пятой части «Героев» и новой ролевой игры во вновь созданной вселенной Might and Magic, которая в итоге воплотилась в Dark Messiah of Might and Magic. Тендер выиграла российская компания Nival, уже обладавшая опытом в создании стратегических игр и подготовившая специальный демонстрационный прототип будущей игры на движке своих «Демиургов». Кроме того разработчики признавались, что для своих предыдущих проектов черпали вдохновение в том числе в серии Heroes of Might and Magic. В ноябре 2003 года Nival начали работу над проектом. Одной из идей Ubisoft была смена жанра с пошаговой стратегии на стратегию в реальном времени, которой в Nival сразу воспротивились. В итоге компромиссным вариантом стало введение режима «динамического боя», при котором на каждый ход в бою даётся ограниченное время. Также нововведением стал полный переход всех режимов игры в трёхмерную графику — для этого использовался собственный движок Silent Storm engine, на котором уже строились предыдущие проекты Nival.
К июню 2004 года Nival подготовили первый полнофункциональный прототип игрового процесса, включавший стратегический режим, развитие города и сражения, и отправили его издателю на согласование, однако продюсеры отвергли эту версию, посчитав внешний вид слишком «мультяшным», и потребовали перевести в 3D и экран города. По их мнению, разработчики слабо использовали возможности трёхмерного движка на глобальной карте, оставив её плоской — в видении сотрудников Ubisoft на карте должен был присутствовать различный рельеф. Учтя основные требования к внешнему виду, Nival за два месяца изготовили новый прототип, и осенью 2004 года Ubisoft утвердила дизайн, ставший финальным. Во время работы над видом экрана города Nival обдумывали идею добавить анимированных обитателей городов, но в итоге в городах оставили только модели зданий
Вместе с переходом в 3D разработчики столкнулись с проблемой отображения существ на арене боя — в прежних частях серии она делилась на шестиугольники и существа занимали одну или две клетки в зависимости от своего размера. Отрисовка же существа со всех сторон и вариации его поворотов на поле боя создавали дополнительные сложности, к тому же большие существа должны были для симметрии занимать 3 или 7 клеток, что создавало большие пробелы, и в итоге был выбран вариант с сеткой, разбитой на квадратные клетки, на которое маленькие существа занимают одну клетку, а большие — четыре.
Сценарий и сеттинг игры создавался совместно сотрудниками Nival и Ubisoft. Основную сюжетную канву непосредственно игры создал сценарист Nival Сергей Величко, а проработкой игрового мира Асхана уже занимались во французской компании. Величко также принял решение, что сюжетный режим будет состоять из шесть кампаний по числу рас с пятью миссиями в каждой. Набор и состав шести исходных рас-городов был создан сотрудниками Nival, игровая мифология, боги-драконы и символика — Ubisoft. Руководству из Ubisoft понравился придуманный Величко сюжетный ход с Тёмным Мессией — ребёнком Изабель — и они выбрали эту идею основой сюжета разрабатывавшейся параллельно в Arkane Studios Dark Messiah of Might and Magic. При том, что за сюжет отвечала российская студия, все игровые диалоги были написаны представителем Ubisoft Джефри Споком. Также Ubisoft настояли на том, чтобы имена членов правящего дома Грифона были русскими, желая добавить больше экзотики для англоязычной аудитории, однако в русской версии имена были переделаны на иностранный манер — так, Николай стал
Николасом, а Алексей Алексом.
Российские разработчики жаловались, что взаимодействие с издателем происходило медленно и результатов совещаний по некоторым вопросам приходилось ждать неделями и месяцами, к тому же названия существ неоднократно переутверждались вплоть до последнего полугодия разработки. В свою очередь Ubisoft не доверили Nival все аспекты и прибегли к аутсорсингу: звуковыми эффектами занималась сторонняя студия Big Wheels Studio, а портреты героев рисовала Ilyad Games.
В середине марта 2005 года Ubisoft опубликовали план на 2005/2006 финансовый год, в котором был заявлен предстоящий релиз Heroes of Might and Magic V. 30 марта Ubisoft и Nival сделали официальные анонсы игры, пообещав, что игра будет выпущена в начале 2006 года.
Первый закрытый показ для прессы состоялся уже через несколько дней после анонса на проходившей с 1 по 3 апреля 2005 года Конференции разработчиков игр в Москве. В мае 2005 года игра была представлена на выставке Electronic Entertainment Expo 2005 в Лос-Анджелесе.
В августе 2005 года игра также была продемонстрирована на европейской выставке Games Convention, в дополнение к показанным на E3 экранам города показывались бои и экран снаряжения героя.
Осенью 2005 года проходило закрытое бета-тестирование многопользовательского режима игры, на которое Ubisoft собрала тысячу игроков. Релиз игры, намечавшийся на январь 2006 года, был перенесен издателем для возможности доработки.

## Отзывы
| Сводный рейтинг       | Сводный рейтинг |
| Агрегатор             | Оценка          |
| --------------------- | --------------- |
| GameRankings          | 78,93 %         |
| Metacritic            | 77              |
| Иноязычные издания    |                 |
| Издание               | Оценка          |
| Eurogamer             | 8/10            |
| GameRevolution        | [ 52 ]          |
| GameSpot              | 8,2             |
| GameSpy               | [ 54 ]          |
| GamesRadar+           | [ 55 ]          |
| IGN                   | 7,8             |
| Jeuxvideo.com         | 17/20           |
| Gamekult              | 8/10            |
| Русскоязычные издания |                 |
| Издание               | Оценка          |
| Absolute Games        | 85 %            |
| Game.EXE              | 4,6/5           |
| «PC Игры»             | 8,0             |
| «Игромания»           | 8,5             |
| «ЛКИ»                 | 82 %            |
| «Мир фантастики»      | 9               |
| «Страна игр»          | 8,5/10          |

Игра получила положительные отзывы критиков, средний балл на Metacritic составил 77 пунктов из 100.
Роберт Пёрчез из Eurogamer отметил, что пятая часть серии не потеряла характерную для предшественников «привязчивость».
Журнал «Лучшие компьютерные игры» признал Heroes of Might and Magic V лучшей игрой 2006 года, а «Повелителей Орды» — лучшим дополнением 2007 года. Портал PlayGround.ru признал «Пятых Героев» лучшей пошаговой стратегией и лучшей российской игрой 2006 года. Редакция Absolute Games поставила игру в тройку лучших стратегий 2006 года, а в читательском голосовании в этой номинации «Герои» набрали больше всего голосов. «Игромания» поставила игру на первое место среди российских проектов 2006 года и на четвёртое место среди всех игр, выпущенных в том году. Журнал «PC Игры» не только признал оригинальных «Героев» лучшей российской игрой 2006 года, но и включил в список лучших игр года первое дополнение — «Владык Севера».
В 2011 году Джон Ван Канегем признавался, что ему понравилась пятая часть серии от Nival.

## Дальнейшая судьба серии
К игре было выпущено два дополнения. Изменения, внесённые патчами в оригинальную игру, актуальны и для дополнений. Также было выпущено два дополнительных издания — серебряное и золотое. Серебряное издание включало в себя оригинальную игру, первое дополнение и дополнительную миссию, посвящённую десятилетию компании Nival Interactive. Золотое издание включало в себя саму игру, оба дополнения и дополнительную миссию по мотивам Dark Messiah of Might and Magic. Весной 2009 года игра была переиздана компанией Бука.
В 2009 году фанатами игры была создана глобальная модификация Epic War Age. Модификация значительно расширила рамки геймплея, добавив множество новых нейтральных юнитов, кампаний, сценариев и карт. Также были исправлены недочёты и улучшено визуальное и музыкальное составляющее игры. Кроме того, к игре выходило множество официальных и неофициальных кампаний, сценариев, отдельных карт, наборов существ и героев.

### Дополнения
Первое дополнение к игре вышло 17 ноября 2006 года. Кроме пятнадцати новых миссий кампании оно включало в себя новую фракцию Северные кланы (англ. Fortress), альтернативные улучшения для фракции Орден Порядка, систему караванов и генератор случайных карт.
Второе дополнение добавило новую фракцию (Великая орда (англ. Stronghold)) и альтернативные улучшения для всех существ, кроме нейтральных. Также были добавлены сборные комплекты, состоящие из нескольких артефактов, которые давали дополнительные бонусы, будучи собраны вместе.

### Продолжения
Nival начинали работу и над следующей частью серии, однако уже на раннем этапе разработки вступили в конфликт с издателем по ключевым вопросам видения развития франшизы. Продюсер Эрван ле Бретон добавлял, что в ту пору разработчики отодвинули продолжение «Героев» на второй план, решив сконцентрироваться на «Аллодах Онлайн», а это совершенно не устраивало Ubisoft. В итоге шестую часть создала венгерская компания Black Hole Entertainment, а сюжетно она стала приквелом к пятой части. Такое сюжетное решение было вызвано тем, что события пятой части развивались в Dark Messiah, сюжет которой с открытым финалом был признан Ubisoft концом истории Асхана, и в дальнейшем разработчики могли только развивать предысторию событий. В итоге для Black Hole эта игра стала последней — студия обанкротилась вскоре после выпуска Heroes VI, дополнение к игре создала китайское подразделение студии Virtuos, а патчами занималась студия Limbic Entertainment из Германии. Последняя же занималась и седьмой частью.